# 에이미 (2015년 영화)
《에이미》(영어: Amy)는 2015년 공개된 영국의 다큐멘터리 영화이다. 제88회 아카데미상에 다큐멘터리 장편 영화상 부문에서 수상하였다.

## 출연

### 주연
- 에이미 와인하우스
- 마크 론슨
- 피트 도허티